# Polokwane City Football Club
El Polokwane City FC es un equipo de fútbol de Sudáfrica que juega en la Premier Soccer League, la liga de fútbol más importante del país.

## Historia
Fue fundado en el año 2012 en la ciudad de Polokwane luego de que los propietarios del Bay United Football Club vendieran la franquicia a la familia Mogaladi. Luego de la venta, el club se mudó de la ciudad de Port Elizabeth a Polokwane, y para mayo del 2013 consiguieron el ascenso a la Premier Soccer League.

## Palmarés
- Primera División de Sudáfrica: 2

2012/13, 2022/23

## Accidente en 2012
El 11 de noviembre de 2012 4 jugadores del Polokwane City FC murieron en un accidente automovilístico en la autopista 71 cerca de Polokwane luego de que ellos iban de regreso luego de disputar un partido ante el FC AK. Un hombre de 36 años fue arrestado por conducción temeraria y manejar borracho. Los jugadores fallecidos fueron:
- Khomotso Silvester Mpaketsane (27) - nació el 13 de abril de 1985 - se unió al club en enero de 2011.
- Benjamin Moeketsi Nthete (23) - nació el 22 de febrero de 1989 - delantero que fichó para el club en 2012 cedido a préstamo del Orlando Pirates
- Small (21) - nació el 31 de agosto de 1991 - delantero que fichó para el club luego de mudarse a Polokwane
- Kaiser (20) - nació el 15 de febrero de 1992 - extremo izquierdo, conocido también como 'KK', se unió al club tras mudarse a Polokwane

## Gerencia
- Dueño:  Phillemon Moloi
- Presidente:  Isaac Moloi
- Mánager:  Molato Motloung
- Entrenador:  Clinton Larsen
- Preparador físico:  Patuwe Tsotetsi
- Entrenador asistente:  Cynthia Leteane
- Fisioterapeuta:  Puleng Mokoena
- Utilero:  Monyane Sabesa
- Entrenador de porteros: "'Sello Modise"'

## Entrenadores
- Vladislav Herić (?-enero de 2013)[4]
- Duncan Lechesa (enero de 2013-septiembre de 2013)[4][5]
- Eduardo Schoeler (interino- septiembre de 2013-octubre de 2013)[6][7]
- Boebie Solomns (octubre de 2013-septiembre de 2014)[7][8]
- Kostadin Papić (septiembre de 2014-octubre de 2015)[9][10]
- Júlio César Leal (noviembre de 2015-junio de 2016)[11][12]
- Bernard Molekwa (interino- junio de 2016-julio de 2016)[12]
- Luc Eymael (julio de 2016-marzo de 2017)[13][14]
- Bernard Molekwa (interino- marzo de 2017-julio de 2017/julio de 2017-junio de 2018)[15][16][17]
- Jozef Vukušič (junio de 2018-mayo de 2019)[17][18]
- Bernard Molekwa (interino- julio de 2019)[19]
- Zlatko Krmpotic (julio de 2019-noviembre de 2019)[20][21]
- Bernard Molekwa (noviembre de 2019-diciembre de 2019)[21]
- Clinton Larsen (diciembre de 2019-presente)[2]